# Åsne Seierstad
Åsne Seierstad (Oslo, 10 de fevereiro de 1970) é uma jornalista e escritora norueguesa, conhecida por seus relatos da vida cotidiana em zonas de guerra - principalmente em Cabul em 2001, Bagdá em 2002, e Grózni em 2006.

## Biografia e vida pessoal
Seierstad nasceu em Oslo, mas cresceu em Lillehammer, na Noruega. Ela é bacharel pela Universidade de Oslo, onde se formou em russo, espanhol e história das ideias. De 1993 a 1996, ela foi correspondente para o jornal Arbeiderbladet na Rússia e em 1997 na China. De 1998 a 2000, trabalhou para a emissora pública norueguesa NRK, onde fez reportagens na província separatista sérvia do Kosovo. O seu primeiro livro, De Costas para o Mundo: Retratos da Sérvia, publicado em 2000 e relançado em 2004, é um relato dessa época.
Como repórter, ela é particularmente lembrada por seu trabalho em zonas de guerra como o Afeganistão, Iraque e mais recentemente na Chechênia, bem como por suas reportagens sobre os ataques de 11 de setembro nos Estados Unidos. O Livreiro de Cabul, seu segundo livro mais vendido, é um relato do tempo que ela passou morando com uma família afegã em Cabul após a queda do Talibã em 2001. Seus outros livros incluem Cento e Um Dias em Bagdá, que descreve os três meses que ela passou no Iraque antes da invasão liderada pelos Estados Unidos em 2003; Crianças de Grozni: Um retrato dos órfãos da Tchetchênia, que conta sobre o tempo em que ela esteve na Chechênia após a guerra; e Um de Nós, um livro-reportagem sobre os atentados terroristas na Noruega em 2011.
Seierstad é fluente em cinco idiomas e possui "um bom conhecimento de trabalho" de outros quatro. Atualmente vive e trabalha em Oslo. Ela tem dois filhos com o músico e compositor de jazz norueguês Trygve Seim.

## Prêmios
- Prêmio Gullruten de 1999 pela melhor cobertura de reportagem no Kosovo.
- Prêmio Honorário Fritt Ord de 2001.
- Prêmio Årets Frilanser da Associação de Repórteres Noruegueses. Também recebeu o Prêmio dos Livreiros da Noruega.
- Indicada ao Prêmio Kurt Schork de 2003 em Jornalismo Internacional.
- Ganhadora do Den Store Journalistprisen, que é a maior honraria que um jornalista na Noruega pode receber.
- O Livreiro de Cabul indicado para o primeiro Prêmio Richard & Judy de Melhor Leitura do Ano em 2004.
- Vencedor do Prêmio Ethnic Multicultural Media, Londres, Maio de 2004.
- Prix de Libraires, França, 2004
- Prémio do Livro de Leipzig para o Entendimento da Europa, 2018[3]